# Blaesoxipha reversa
Blaesoxipha reversa is een vliegensoort uit de familie van de dambordvliegen (Sarcophagidae). De wetenschappelijke naam van de soort is voor het eerst geldig gepubliceerd in 1916 door Aldrich.
De soort komt voor in Noord-Amerika. Larven van deze soort zijn aangetroffen als parasieten van de veldsprinkhanensoorten Opeia obscura, Paropomala wyomingensis en Trachyrhachys aspera.